# لوئیجی اسکالی
لوئیجی اسکالی (انگلیسی: Luigi Sculli; ۱۲ سپتامبر ۱۹۲۱ – ۱۲ نوامبر ۱۹۵۹) بازیکن فوتبال اهل ایتالیا بود.
از باشگاه‌هایی که در آن بازی کرده‌است می‌توان به باشگاه فوتبال اینتر میلان اشاره کرد.